# ロドニー・ウォレス
ロドニー・ウォレス（Rodney Wallace、1988年6月17日 - ）は、コスタリカ・サンホセ出身のプロサッカー選手。サッカーコスタリカ代表。ポジションはFW(LWG)。

## 経歴

### 初期
コスタリカの首都サンホセで生まれ、9歳の時に家族と共にアメリカ合衆国メリーランド州ロックビルに移住。高校卒業後はメリーランド大学カレッジパーク校に進学し大学のサッカー部でプレー。当時のチームメイトにグラハム・ズシ、オマール・ゴンサレスらがいる。2008年にはNCAA男子ディビジョンIサッカーチャンピオンシップ優勝を果たした。

### クラブ
2009年のMLSスーパードラフトにて、一巡目(全体6人目)にD.C. ユナイテッドに指名された。2009年シーズン開幕戦のロサンゼルス・ギャラクシー戦でプロデビュー。4月26日のニューヨーク・レッドブルズ戦でプロ初ゴールをマーク。
2010年11月、ダックス・マッカーティとのトレードでポートランド・ティンバーズに移籍。2015年シーズンには主力としてウェスタン・カンファレンス優勝とMLSカップ制覇に貢献した。
2016年1月、ポルトガルのFCアロウカに移籍。
2016年3月30日、ブラジルのスポルチ・レシフェに20万ユーロで移籍。
2017年2月16日、ニューヨーク・シティFCに加入。

### 代表
2011年9月2日、カリフォルニアのスタブハブ・センターで開催されたアメリカ代表とのフレンドリーマッチでコスタリカ代表デビュー。さらにこの試合唯一の得点となる代表初ゴールも挙げ1-0の勝利に貢献した。

## 代表歴

### 出場大会
- コスタリカ代表
  - 2018 FIFAワールドカップ

### 試合数
- 国際Aマッチ 32試合 4得点（2011年-2018年）[7]

| コスタリカ代表 | 国際Aマッチ | 国際Aマッチ |
| 年             | 出場        | 得点        |
| -------------- | ----------- | ----------- |
| 2011           | 4           | 2           |
| 2012           | 5           | 0           |
| 2013           | 7           | 1           |
| 2014           | 1           | 0           |
| 2015           | 1           | 0           |
| 2016           | 2           | 0           |
| 2017           | 9           | 1           |
| 2018           | 3           | 0           |
| 通算           | 32          | 4           |

## タイトル
メリーランド大学カレッジパーク校
- NCAA男子ディビジョンIサッカーチャンピオンシップ: 2008

ポートランド・ティンバーズ
- MLSカップ (1): 2015[8]
- ウェスタン・カンファレンス (プレーオフ): 2015[9]
- ウェスタン・カンファレンス (レギュラーシーズン): 2013

個人
- MLSカムバック賞: 2014